# María Jesús Uriz Lespe
María Jesús (Iosune) Uriz Lespe (Estella, Navarra; 25 de diciembre de 1949) es una pionera en la taxonomía, biología y genética de poblaciones de esponjas marinas, de amplio reconocimiento internacional. En los últimos años ha focalizado su investigación en aspectos evolutivos y funcionales de las relaciones simbióticas entre esponjas y microorganismos, interactuando con la reconocida especialista estadounidense Lynn Margulis. Su línea de investigación en actividades biológicas de metabolitos secundarios de esponjas dio lugar a una colaboración continuada con empresas farmacéuticas que han permitido el desarrollo de fármacos antitumorales.

## Biografía
Estudió en la Universidad de Navarra graduándose en el año 1972. Posteriormente, en 1978, se doctoró cum laude en biología por la Universidad de Barcelona. Gracias a una beca postdoctoral del Ministerio de Educación y Ciencia en el año 1973 llegó al Instituto de Investigaciones Pesqueras de Blanes. Posteriormente, en el año 1985, entró a formar parte de la plantilla del Centro de Estudios Avanzados de Blanes. Fue vicedirectora de dicho centro entre los años 1985 y 1994, y directora desde 1994 a 1998.
Fue una de las primeras investigadoras que utilizó la escafandra autónoma en España. Ha desarrollado su investigación principalmente en el Mediterráneo y en la Antártida, donde ha descrito más de 30 nuevas especies. Actualmente es Profesora de Investigación emérita en el Centro de Estudios Avanzados de Blanes, del Consejo Superior de Investigaciones Científicas de España.

## Investigación
Ha dirigido más de 15 tesis doctorales y es autora de más de 150 artículos publicados en revistas indexadas. Ha dirigido más de 30 proyectos nacionales e internacionales. Es editora de las revistas Scientia Marina (2004-presente) y Scientific Reports (2017-presente). Además es Evaluadora de proyectos científicos de los siguientes organismos: CYCIT, CIRIT, BBVA, Smithsonian Institution de Washington, National Science Foundation de USA y de la Unión Europea.
Miembro de la Comisión Académica del Programa de Doctorado de Biodiversidad y del Programa de Doctorado de Ciencias del Mar de la Universidad de Barcelona y miembro de la Comisión de Evaluación de Colaboradores y profesores Lectores de la Universidad de Barcelona y Gerona (AQU).

## Premios y distinciones
En 2005 obtuvo el premio "Narcís Monturiol" al Mérito Científico y Técnico por su trayectoria científica, otorgado por la Generalidad de Cataluña.

## Publicaciones
- M Maldonado, MC Carmona, MJ Uriz, A Cruzado (1999). Decline in Mesozoic reef-building sponges explained by silicon limitation. Nature 401 (6755), 785-788[1]
- MJ Uriz, X Turon, MA Becerro, G Agell (2003). Siliceous spicules and skeleton frameworks in sponges: origin, diversity, ultrastructural patterns, and biological functions. Microscopy research and technique 62 (4), 279-299[2]
- MA Becerro, NI Lopez, X Turon, MJ Uriz (1994). Antimicrobial activity and surface bacterial film in marine sponges. Journal of Experimental Marine Biology and Ecology 179 (2), 195-205[3]
- A Blanquer, MJ Uriz (2011). “Living together apart”: the hidden genetic diversity of sponge populations. Molecular biology and evolution 28 (9), 2435-2438
- E Cebrian, MJ Uriz, J Garrabou, E Ballesteros (2011). Sponge mass mortalities in a warming Mediterranean Sea: are cyanobacteria-harboring species worse off?. PLoS One 6 (6)[4]
- MJ Uriz (2006). Mineral skeletogenesis in sponges. Canadian Journal of Zoology 84 (2), 322-356[5]
- MA Becerro, RW Thacker, X Turon, MJ Uriz, VJ Paul (2003). Biogeography of sponge chemical ecology: comparisons of tropical and temperate defenses.Oecologia 135 (1), 91-101[6]
- M Maldonado, MJ Uriz (1999). Sexual propagation by sponge fragments. Nature 398 (6727), 476-476[7]
- Garate, L. et al.  (2017). Endosymbiotic calcifying bacteria across sponge species and oceans. Sci. Rep. 7, 43674; doi: 10.1038/srep43674
- M Turon, MJ Uriz, D Martin (2019). Multipartner Symbiosis across Biological Domains: Looking at the Eukaryotic Associations from a Microbial Perspective MSystems 4 (4), e00148-19